# Enon (Ohio)
Enon es una villa ubicada en el condado de Clark en el estado estadounidense de Ohio. En el Censo de 2010 tenía una población de 2415 habitantes y una densidad poblacional de 730,75 personas por km².

## Geografía
Enon se encuentra ubicada en las coordenadas 39°51′55″N 83°55′59″O / 39.86528, -83.93306. Según la Oficina del Censo de los Estados Unidos, Enon tiene una superficie total de 3.3 km², de la cual 3.3 km² corresponden a tierra firme y (0%) 0 km² es agua.

## Demografía
Según el censo de 2010, había 2415 personas residiendo en Enon. La densidad de población era de 730,75 hab./km². De los 2415 habitantes, Enon estaba compuesto por el 96.65% blancos, el 0.41% eran afroamericanos, el 0.33% eran amerindios, el 1.28% eran asiáticos, el 0% eran isleños del Pacífico, el 0.41% eran de otras razas y el 0.91% pertenecían a dos o más razas. Del total de la población el 0.83% eran hispanos o latinos de cualquier raza.